# Poa xenica
Poa xenica là một loài thực vật có hoa trong họ Hòa thảo. Loài này được Edgar & Connor miêu tả khoa học đầu tiên năm 1999.